# Malcolm Burrows
Malcolm Burrows FRS é um zoólogo britânico. É Professor de Zoologia da Universidade de Cambridge.
Estudou no Jesus College (Cambridge). Foi um dos editores do Journal of Experimental Biology. Recebeu a Medalha Frink de 2004.

## Obras
- "Interacting Gears Synchronize Propulsive Leg Movements in a Jumping Insect", Science Vol. 341 no. 6151 pp. 1254-1256, Sept. 2013
- "Neural control and coordination of jumping in froghopper insects", J Neurophysiology 97:320-330
- "Froghopper insects leap to new heights", Nature 42:509